# Джейкоби, Лидия
Лидия Элис Джейкоби (англ. Lydia Alice Jacoby; род. 29 февраля 2004, Анкоридж) — американская пловчиха, специализирующаяся в брассе, чемпионка и серебряный призёр Олимпийских игр 2020 года.

## Биография

### Детство и начало карьеры
Лидия Джейкоби родилась в Анкоридже, но выросла в Сьюарде. Начала заниматься плаванием с 6 лет, в 12 лет побила первый свой рекорд родного штата по плаванию, а в 14 лет прошла квалификацию на олимпийские испытания. В 15 лет Джейкоби выиграла юношеский чемпионат страны по плаванию на дистанции 100 метров брассом и стала членом юношеской сборной США по плаванию.
Джейкоби стала первой уроженкой Аляски, которая пробилась на Олимпийские игры по плаванию.

### Спортивная карьера
На перенесённых из-за пандемии коронавируса с 2020 на 2021 год Летних Олимпийских играх 27 июля 2021 года Джейкоби выиграла заплыв в дисциплине 100 метров брассом. В финале она опередила пловчиху из ЮАР Татьяну Скунмакер и свою более опытную и титулованную соотечественницу, действующую на тот момент чемпионку Лилли Кинг и стала новой олимпийской чемпионкой в возрасте 17 лет. 31 июля участвовала в финальном заплыве в смешанной эстафете 4x100 метров, но команда США не попали в призовую тройку, заняв лишь пятое место. Причём свой этап в эстафете Лидия проплыла со сползшими на рот очками. 1 августа участвовала в женской комбинированной эстафете 4x100 метров, где американки взяли серебряную медаль, проиграв на финише пловчихам из Австралии, но опередив пловчих из Канады.
В октябре 2021 года Джейкоби выступила на кубке мира по плаванию, завоевав три серебряные и одну бронзовую медаль. В составе сборной страны отправилась на чемпионат мира по плаванию на короткой воде, проходивший в Абу-Даби. 17 декабря 2021 года Лидия участвовала в смешанной комбинированной эстафете, где сборная США стала серебряным призёром.
Летом 2023 года Джейкоби выступила на своём первом чемпионате мира, где в заплыве на 200 метров брассом завоевала бронзу, уступив более титулованным спортсменкам Руте Мейлутите из Литвы и Татьяне Скунмакер из ЮАР. Помимо бронзы, в составе команды США завоевала золото в комбинированной эстафете.

### Образование и увлечения
Студентка Техасского университета, выступает за команду университета.
Помимо плавания, она занимается пением и играет на контрабасе, пианино и бас-гитаре.